# Die Unglaublichen – The Incredibles
Die Unglaublichen aus dem Jahr 2004 ist der sechste computeranimierte Kinofilm der Pixar Animation Studios und der Walt Disney Company. Mit einem Budget von 92 Millionen US-Dollar und weltweiten Einspielergebnissen von über 633 Millionen US-Dollar war Die Unglaublichen seinerzeit einer der erfolgreichsten Computer-Animationsfilme. Der Film startete am 9. Dezember 2004 in den deutschen Kinos.

## Handlung
In der fiktiven Stadt Municiberg kämpft eine Vielzahl von Superhelden im Jahre 1947 gegen das Verbrechen. Eine der führenden Figuren ist der superstarke Mister Incredible. Noch auf dem Weg zur Hochzeit mit seiner Superheldenkollegin Elastigirl, die ihren Körper wie Kaugummi verbiegen und dehnen kann, stellt er sich in den Dienst der Bürger. So verhindert er einen Selbstmord, stellt nach einer wilden Verfolgungsjagd einen Räuber, vereitelt einen Bombenanschlag des Superverbrechers Bomb Voyage und muss sich währenddessen der Zudringlichkeit eines jugendlichen Fans namens Buddy Pine erwehren, der sich Incrediboy nennt und nur zu gerne sein Sidekick werden möchte, was Mr. Incredible jedoch entschieden ablehnt. Kurz darauf verklagt der Lebensmüde Mr. Incredible dafür, dass er ihm das Leben gerettet hat, und fordert Schadensersatz für seine bei dieser Aktion erlittenen leichten Verletzungen. Dies führt zu Nachahmern und zieht eine Klagewelle gegen Superhelden und die von ihnen verursachten Kollateralschäden nach sich. Die Regierung muss für die entstandenen Kosten aufkommen und kann sich den aufkeimenden Unmut in der Bevölkerung nicht mehr länger leisten. Also beschließt man, den Superhelden ihre Einsätze zu verbieten, ihnen eine neue Identität zu verschaffen und sie als normale Menschen in die Gesellschaft zu integrieren.
Fünfzehn Jahre später, im Jahre 1962, leben Mr. Incredible und Elastigirl – unter ihren bürgerlichen Namen Robert „Bob“ und Helen Parr – mit ihren drei Kindern in einem kleinbürgerlichen Vorort von Metroville. Ihre pubertierende Tochter Violetta kann sich unsichtbar machen und ein Kraftfeld erzeugen. Der zehnjährige Sohn Robert „Flash“ ist übermenschlich schnell. Das Baby Jack Jack scheint keine übermenschlichen Kräfte zu haben. Ganz glücklich sind die Parrs allerdings nicht mit ihrem Familienleben: Violetta ist so schüchtern und unsicher, dass sie ihre Kräfte meist nur unbewusst einsetzen kann. Flash frustriert es, sich „normal“ verhalten zu müssen, so dass er mithilfe seiner Supergeschwindigkeit seinem Lehrer gerne Streiche spielt. Bob, der enorm zugenommen hat, fristet sein Zivilleben als Versicherungsangestellter unter einem kleingeistigen Chef und sehnt sich nach seinen Tagen als gefeierter Superheld zurück. Zum Ausgleich unternimmt er heimlich zusammen mit seinem Freund Lucius Best – dem Superhelden Frozone – Patrouillen, um in Not geratenen Menschen weiterhin zu helfen.
Eines Tages wird Bob wieder einmal von seinem Chef gemaßregelt, dem Bobs Menschenfreundlichkeit missfällt. In einem Wutanfall schleudert Bob ihn mit seiner Superstärke durch die nächsten Wände. Um seine Identität zu wahren, muss er den Job aufgeben, und Agent Dicker, sein Verbindungsmann zum Superhelden-Schutzprogramm, muss wieder aufwändige Arbeit leisten, um den Vorfall zu verdecken. Mitten in dieser Midlife Crisis bekommt Mr. Incredible von einer geheimnisvollen Schönheit namens Mirage ein überraschendes Angebot. Er soll auf eine abgelegene Vulkaninsel reisen und dort einen Kampfroboter namens Omnidroid 9000 einfangen, der eine Fehlfunktion aufweise. Bob kann die Mission erfolgreich abschließen. Dies lässt ihn wieder aufleben; er kümmert sich vermehrt um die Familie, beginnt zu trainieren und abzunehmen.
Als er von Mirage telefonisch einen weiteren Auftrag bekommt, hört seine Frau Helen Teile des Gesprächs mit und vermutet, Bob habe eine Affäre. Bob muss die Wahrheit vor ihr verbergen, da sie vehement darauf besteht, die Regierungsauflagen zu erfüllen und sich unauffällig an die normale Bevölkerung anzupassen.
Der Auftrag führt Mr. Incredible erneut auf die Insel. Das Unternehmen entpuppt sich jedoch als Falle, denn ein verbesserter Omnidroid tötet ihn fast. Der Kampfroboter wird von Mr. Incredibles ehemals größtem Fan Buddy Pine kontrolliert, der sich jetzt „Syndrome“ nennt und der seit seiner Zurückweisung durch Mr. Incredible einen verzehrenden Hass auf alle Superhelden entwickelt hat. Es stellt sich heraus, dass der gerissene Erfinder schon zahlreiche Superhelden auf seine Insel gelockt hat, um sie gegen seine Roboter kämpfen zu lassen und durch die daraus gewonnenen Erkenntnisse die Eigenschaften seines Omnidroiden zu verbessern. Alle Superhelden zuvor haben hierbei den Tod gefunden. Den schließlich voll entwickelten Omnidroiden will er nach Metroville schicken. Dort soll der Kampfroboter die Stadt angreifen, so dass Syndrome sich ihm in den Weg stellen und ihn heimlich durch eine Fernbedienung „besiegen“ kann, um so als neuer und einziger Superheld gefeiert zu werden.
Unterdessen findet Helen Bobs alten, aber geflickten Superhelden-Anzug und wird misstrauisch. Sie besucht ihre langjährige Freundin Edna Mode, eine Designerin, und findet heraus, dass diese für Bob und den Rest der Familie neue Anzüge entworfen hat. Die Anzüge enthalten unter anderem Peilsender, was es Helen ermöglicht, ihren Mann zu orten. Dadurch wird jedoch Bobs Peilsender just in dem Moment aktiviert, als der in Syndromes bestens abgesichertem Geheimversteck herumschleicht. Kanonen mit haftenden und aufblasbaren Geschossen strecken ihn schließlich nieder und er wird gefangen genommen. Daraufhin schlüpft Helen wieder in ihre Rolle als Elastigirl und fliegt zur Insel – mit ihren Kindern Violetta und Robert „Flash“ an Bord, die sich als blinde Passagiere eingeschmuggelt haben. Bei einer abenteuerlichen Flucht vor Syndromes Wachmannschaft und seinen ausgeklügelten Sicherheitssystemen können sie Mr. Incredible schließlich befreien und gemeinsam entkommen. Hierbei hilft ihnen auch Mirage, die sich gegen Syndrome stellt, nachdem dieser in einer Konfrontation mit Mr. Incredible ihr Leben aufs Spiel gesetzt hat.
Währenddessen greift der Roboter die Stadt an, und Syndrome erscheint auf der Bildfläche. Doch sein Versuch, sich als Held zu profilieren, scheitert kläglich: Seine Programmierung macht den Roboter so unabhängig, dass er seinen Erbauer als Gefahr ansieht und ihn beschießt. Syndrome verliert dabei seine Fernbedienung, erleidet eine Bruchlandung und fällt in Ohnmacht. Die Incredibles kommen kurz danach an und nehmen mit Frozones Unterstützung den Kampf auf. Der Omnidroid scheint überlegen zu sein, doch als sie Syndromes Fernbedienung finden, gelingt es ihnen, die Kampfmaschine zu zerstören. Zum ersten Mal seit fünfzehn Jahren ernten die Superhelden wieder die Achtung der Bürger.
Als sie zuhause ankommen, müssen die Parrs voller Schrecken feststellen, dass Syndrome ihr Baby Jack Jack entführt hat und mithilfe seiner Düsenstiefel zu seinem Jet unterwegs ist, der oben am Himmel auf ihn wartet. Die Incredibles müssen zunächst untätig zusehen, doch dann erwacht Jack Jack und beginnt zu aller Überraschung, Superkräfte einzusetzen, so dass Syndrome ihn erschreckt fallen lässt. Den Incredibles gelingt es, Jack Jack sicher zur Erde zu bringen. Bob wirft seinen Sportwagen in die Luft und trifft Syndromes Jet, wodurch der Bösewicht fällt und durch sein Cape in die Turbine seines Jets gesaugt wird, der Jet explodiert und Syndrome stirbt. Somit wird Ednas Entscheidung bestätigt, beim Entwurf von Mr. Incredibles neuem Anzug auf ein Cape zu verzichten. Als der Jet abstürzt, gelingt es Violetta, die Kontrolle über ihre Kräfte wiederzuerlangen und ein Kraftfeld aufzubauen, das die Familie vor dem herabstürzenden Wrack schützt.
Einige Zeit später haben die Incredibles dank ihres neuen Verständnisses füreinander wieder ein glückliches Familienleben vor sich. Eines Tages erscheint ein neuer Superschurke: der „Tunnelgräber“. Ohne sich lange absprechen zu müssen, schlüpfen die Familienmitglieder in ihre Superheldenidentitäten, um den Kampf mit ihm aufzunehmen.

## Vorfilm und Spin-Off
Der Vorfilm bzw. DVD-Bonustrack war Boundin’ – Ein Schaf ist von der Wolle aus dem Jahr 2003, der ebenfalls eine Oscarnominierung erhalten hat.
Als Spin-Off wurde der Kurzfilm Jack-Jack Superbaby (2005) produziert, der die Erlebnisse der Babysitterin Kari mit Baby Jack-Jack zeigt, das seine Superkräfte austestet.

## Fortsetzung
2018 erschien eine Fortsetzung mit dem Titel Die Unglaublichen 2. Der Film lief am 15. Juni in den US-amerikanischen und am 27. September 2018 in den deutschen Kinos an. Neben Brad Bird, der erneut die Regie übernahm, kehrte auch Michael Giacchino als Komponist für die Fortsetzung zurück.

## Hintergrund
- Zum ersten Mal verwendete Pixar in der Handlung ausschließlich menschliche Figuren. Der Film erhielt von der MPAA die Einstufung PG (von der deutschen FSK wurde er ab 6 Jahren freigegeben).
- Ebenfalls sterben erstmals Menschen in einem Pixar-Film.
- Die Filmfigur Edna Mode – steinreiche Designerin der Superhelden-Outfits – soll der Kostümdesignerin Edith Head nachempfunden sein, die in den 1950er bis 1970er Jahren für viele Hollywoodproduktionen tätig war. Ferner besteht eine große Ähnlichkeit mit der Schauspielerin Linda Hunt. Sie wird vom Regisseur Brad Bird persönlich gesprochen, nachdem eine Synchronsprecherkandidatin bei einer seiner Textvorführungen vorgeschlagen hatte, dass er den Part selbst übernehmen sollte.
- Der französische Schurke Bomb Voyage hat im Disney-Pixar-Film Ratatouille in einer Straßenszene einen Cameo-Auftritt.
- Wie aus Konzept-Studien von Pixar zu entnehmen ist, begann die Arbeit am Film bereits im Jahre 1993.

## Rezeption

### Erfolg
Der Film war in den Kinos sehr erfolgreich und spielte weltweit über 633 Millionen US-Dollar ein.

### Kritiken
- Lexikon des internationalen Films: „Höchst amüsanter, an Gags und witzigen Einfällen überbordender Animationsfilm, der an Rasanz realen Actionfilmen in nichts nachsteht und zudem auf humorvolle Weise die gängigen Superhelden-Filme persifliert.“
- Frankfurter Rundschau: „Aus jedem Bild spricht die Liebe zum Detail.“
- Der Spiegel: „Hinreißend komisch und zugleich eine hintersinnige Geschichte über Superhelden.“

### Auszeichnungen
Oscarverleihung 2005
- Auszeichnungen
  - Bester animierter Spielfilm – Brad Bird
  - Bester Tonschnitt – Michael Silvers, Randy Thom
- weitere Nominierungen
  - Bestes Originaldrehbuch – Brad Bird
  - Bester Ton – Randy Thom, Gary Rizzo, Doc Kane

Golden Globe Awards 2005
- Nominierung
  - Bester Film – Komödie oder Musical – Brad Bird

Annie Award 2005
- Best Animated Feature
- Animated Effects – Martin Nguyen
- Character Animation – Angus MacLane
- Character Design in an Animated Feature Production – Tony Fucile
- Directing in an Animated Feature Production – Brad Bird
- Music in an Animated Feature Production – Michael Giacchino
- Production Design in an Animated Feature Production – Lou Romano
- Storyboarding in an Animated Feature Production – Kevin O’Brien
- Voice Acting in an Animated Feature Production – Brad Bird
- Writing in an Animated Feature Production – Brad Bird

Hugo Award 2005
- Best Dramatic Presentation – Long Form

Curt-Siodmak-Preis 2005
- Bester Film

DVD Champion 2005
- in Kategorie Family Entertainment

## Trivia
- Die Funksprache Helens, während sie einen Learjet 35 zur Vulkaninsel fliegt und unter Beschuss steht, ist für einen Film außergewöhnlich präzise. Im Kommentar zum Film berichtet Bird davon, dass Holly Hunter darauf bestand, alle entsprechenden Codes zu lernen und zu verstehen. Zudem modifizierte sie selbst die Funksprüche.[4] Eine ganze Reihe an verwendeten Termini entstammt der in den Sechzigern offiziellen Sprache des US-Militärs, was, neben ihren guten Flugfähigkeiten, dafür spricht, dass sie eine Pilotenausbildung genossen hat.

| Code (Originalsprache)                            | Bedeutung |
| ------------------------------------------------- | --- |
| „Mayday! India-Golf Niner-Niner“ (IG-99)          | Rufzeichen des Flugzeugs, Anspielung auf Birds Film Der Gigant aus dem All aus dem Jahr 1999. Der Hilferuf Mayday ist korrekterweise dem Rufzeichen vorgestellt. |
| „VFR“ (Visual Flight Rules)                       | Flug auf Sicht |
| „on top“                                          | oberhalb einer Wolkendecke |
| „vectors for initial“                             | Anforderungen neuer Koordinaten, um ursprünglichen Anflug aus vorgesehener Richtung fortzusetzen                                                                 |
| „Transmitting in the Blind Guard“                 | Angabe, bisher kein Rückrufzeichen des Gegenübers erhalten zu haben                                                                                              |
| „Angels 10“                                       | Militärische Höhenangabe in Fuß (bis etwa 1950). Zivile Flugzeuge verwendeten den Begriff „flight level“.                                                        |
| „Track east“                                      | Momentane Flugrichtung Osten |
| „Buddy spike(d)“                                  | Angabe, durch ein alliiertes Anti-Luft-System erfasst worden zu sein                                                                                             |
| „Two-zero miles south-southwest of your position“ | Positionsangabe im Bezug zum angefunkten Tower (20 Meilen S-W)                                                                                                   |
| „Abort!“                                          | Kurzcode für Abbruch einer Aktion/Attacke |

- Auf dem Schreibtisch im Büro von Bob Parrs Chef (Mr. Huph) liegt ein Memo, welches neben der Verkündung eines Rekordumsatzes ankündigt, dass alle Mitarbeiter der Versicherung fortan ihr Büromaterial, sämtliche Kopien, ihre Telefonrechnung und den von ihnen verwendeten Strom selbst bezahlen müssen. Zudem sollen die Mitarbeiterparkplätze fortan nach Zeit abgerechnet werden.[7][8]
- Die letzten sieben Ziffern von Mirages Telefonnummer 866-787-7476 ergeben das Wort „suprhro“. Zum Release der DVD war die Telefonnummer erreichbar. Bei einem Anruf wies die Stimme Mirages auf die offizielle Homepage des Films hin und versprach geheime Inhalte bei der dortigen erneuten Eingabe der Nummer. Auf der Website erhielt man beim Befolgen der Anweisung Zugriff auf eine deleted scene, welche nicht auf der DVD selbst zu finden war.[5]
- Beim Zugriff auf Syndroms Supercomputer Kronos, dessen Gestaltung stark an Professor Xaviers Cerebro aus den X-Men-Comics erinnert, erhält Mr. Incredible Zugriff auf die Profile vieler Superhelden. Als Spezialfähigkeiten dieser sind unter anderem Fertigkeiten wie Rülpsen und Furzen zu finden.[5][7]